# Bob Cortner
Robert Charles Cortner, detto Bob (Redlands, 16 aprile 1927 – Indianapolis, 19 maggio 1959), è stato un pilota automobilistico statunitense.
Tra il 1950 ed il 1960, la 500 Miglia di Indianapolis faceva parte del Campionato Mondiale, per questo Cortner ha all'attivo 2 iscrizioni, rispettivamente su Kurtis Kraft e Cornis, a Gran Premi di Formula 1 (1958 e 1959), senza però esser mai riuscito a superare le qualificazioni.
Il 18 Maggio 1959, Cortner riuscì a superare il test da rookie per prender parte alle qualificazioni per l'evento del 30 Maggio. Il giorno dopo, quando Cortner scese in pista, il collega Johnnie Parsons, che aveva osservato l'incidente, riferì che il vento soffiava parecchio forte e che, di conseguenza, l'auto venne spinta verso il bordo pista per poi capovolgersi prima di sbattere ed arrestarsi contro un muro esterno. Cortner colpì col volto il volante e cominciò vistosamente a sanguinare. Morì la sera stessa e la causa più accreditata fu per via d'un trauma facciale e dissanguamento. Alcuni piloti s'offrirono per donar sangue a Cortner sperando di salvargli la vita, ma purtroppo non ci fu nulla da fare. Fu la seconda morte avvenuta prima dell'evento; Jerry Unser fu protagonista d'un altrettanto fatale incidente due giorni prima. Quella di Cortner fu la cinquantesima morte registrata nella storia della 500 Miglia di Indianapolis, avvenuta nella sua cinquantesima edizione.
Cortner è stato sepolto nell'Hillside Memorial Park di Redlands, California.

## Risultati in Formula 1
| 1958 | Scuderia      | Vettura      |  |  |  |    |  |  |  |  |  |  |  | Punti | Pos. |
| ---- | ------------- | ------------ |  |  |  | -- |  |  |  |  |  |  |  | ----- | ---- |
| 1958 | McKay Bulldog | Kurtis Kraft |  |  |  | NQ |  |  |  |  |  |  |  | 0     |      |

| 1959 | Scuderia           | Vettura |  |    |  |  |  |  |  |  |  |  |  | Punti | Pos. |
| ---- | ------------------ | ------- |  | -- |  |  |  |  |  |  |  |  |  | ----- | ---- |
| 1959 | Cornis Engineering | Cornis  |  | NQ |  |  |  |  |  |  |  |  |  | 0     |      |

| Legenda | 1º posto     | 2º posto | 3º posto    | A punti         | Senza punti/Non class.  | Grassetto – Pole position Corsivo – Giro più veloce |
| Legenda | Squalificato | Ritirato | Non partito | Non qualificato | Solo prove/Terzo pilota | Grassetto – Pole position Corsivo – Giro più veloce |